# Naoto Ōshima
 (octobre 2019).
Si vous disposez d'ouvrages ou d'articles de référence ou si vous connaissez des sites web de qualité traitant du thème abordé ici, merci de compléter l'article en donnant les références utiles à sa vérifiabilité et en les liant à la section « Notes et références ».
Naoto Ōshima (大島 直人) est un designer japonais de jeu vidéo, ancien employé de Sega, principalement connu pour avoir modelé le design de Sonic et Eggman.
Après avoir quitté Sonic Team, Ōshima fonde un studio de développement indépendant nommé Artoon.

## Ludographie
- Wizardry: Proving Grounds of the Mad Overlord (1987) — Programmeur graphique
- Kujaku-Ō (1988) — Designer
- Phantasy Star (1988) — Designer
- Phantasy Star II (1989) — Designer
- Wizardry II: The Knight of Diamonds (1990) — Graphic Designer
- Wizardry III: Legacy of Llylgamyn (1990) — Graphic Designer
- Sonic the Hedgehog (1991) — Character Design
- Fatal Labyrinth (1991) — Designer
- Sonic Eraser (1991) — Special Thanks
- Sonic the Hedgehog 2 (1992) — Original Character Design
- Wizardry V: Heart of the Maelstrom (1992) — Graphic Designer
- Sonic CD (1993) — Director
- SegaSonic the Hedgehog (1993) — Special Thanks
- Knuckles' Chaotix (1995) — Original Character Concept
- Hyper Athlete (1996) — 3D Background, Camera Work
- Sonic 3D Blast (1996) — Advisor
- Nights into Dreams (1996) — Director, NiGHTS Designer
- Christmas Nights into Dreams (1996) — Director, Visual Designer
- Sonic R (1997) — Graphic Advisor
- Sonic Jam (1997) — Supervisor
- Burning Rangers (1998) — Director, Character Designer, Graphic Artist
- Sonic Adventure (1998) — Story Event Motion Designer, Story Event Coordinator, CG Movie Producer, Opening Movie Editor
- Kessen (2000) — Special Thanks (son)
- Pinobee: Wings of Adventure (2001) — Director
- Blinx: The Time Sweeper (2002) — Director
- The King of Fighters EX: Neo Blood (2002) — Art Director
- Blinx 2: Masters of Time and Space (2004) — Director
- Yoshi Topsy-Turvy (2004) — Producer
- Go fight cheer squad (2005) — Capture de mouvement
- Yoshi's Island DS (2006) — Producer
- Blue Dragon (2006) — Executive Producer
- Lost Odyssey (2007) — Special Thanks
- Away Shuffle Dungeon (2008) — Character Designer
- FlingSmash (2010) – Senior producer
- Yoshi's New Island (2014) – Development producer
- Terra Battle (2015) – Character designer
- Mario et Sonic aux Jeux olympiques de Rio 2016 (2016) – Supervisor
- Hey! Pikmin (2017) – Development producer
- Balan Wonderworld (2021) - Character Designer
- Sonic Superstars (2023) - Character designer & Producer development